# Strichelkehl-Schattenkolibri
Der Strichelkehl-Schattenkolibri (Phaethornis rupurumii), oder auch Strichelkehleremit, ist eine Vogelart aus der Familie der Kolibris (Trochilidae). Sein Verbreitungsgebiet umfasst die Länder Kolumbien, Venezuela, Guyana und Brasilien. Der Bestand wird von der IUCN als „nicht gefährdet“ (Least Concern) eingeschätzt.

## Merkmale
Der Strichelkehl-Schattenkolibri erreicht eine Körperlänge von etwa 11,6 cm, wobei die Flügel 4,5 cm, der Schwanz 4,8 cm und der Schnabel 2,4 cm  lang sind. Der Oberschnabel ist schwarz, der Unterschnabel fleischfarben mit schwarzer Spitze. Der braune Oberkopf hat rotbraune Federsäume. Die Oberseite ist bronzegrün. Der schwärzliche Ohrfleck geht zu den Halsseiten ins Dunkelbraune über. Die Überaugen- und Bartstreifen sowie die Oberschwanzdecken haben breite rostfarbene Säume. Die Unterseite ist schmutzig weiß. Die Kehle ist schwarz mit ockerfarbenen Säumen, die Unterschwanzdecken sind weiß. Die Flügel sind schwärzlich purpurn gefärbt. Die schwärzlich bronzegrünen Schwanzfedern haben weiße Spitzen.

## Lebensweise
Der männliche Strichelkehl-Schattenkolibri sammelt seinen Nektar oft in kleineren Gruppen. Die Nahrungsquellen liegen dabei sehr verstreut. So fliegt er Kletterpflanzen und junge Bäume an Waldrändern an. Wenn er singt, sitzt er oft in Höhen zwischen 0,5 und 1,3 Metern. Über das Fortpflanzungs- und Brutverhalten gibt es keine gesicherten Daten.

## Verbreitung und Lebensraum

Verbreitung des Strichelkehl-Schattenkolibris

Der Strichelkehl-Schattenkolibri kommt in feuchten Wäldern, an deren Rändern und in dichter Sekundärvegetation vor. Er bewegt sich in Höhenlagen bis 500 Meter. In Venezuela findet man ihn im nördlichen und zentralen Amazonas bis in den Nationalpark Cerro Yapacana. Außerdem ist er vom nördlichen Bolívar bis an den Unterlauf des Río Paraguay und zum Auyan-Tepui verbreitet. In Brasilien kommt die Nominatform nur im Bundesstaat Roraima vor. Die Unterart Phaethornis rupurumii amazonicus ist in den Bundesstaaten Amapá und Pará anzutreffen.

## Lautäußerungen
Der Ruf klingt wie hohe piepsige sit, sit, se, se se-Töne, die über Minuten alle 2 Sekunden wiederholt werden. Der Gesang im nördlichen Amazonas klingt mit etza-squetza, etza-e-yank deutlich anders. Der Gesang der Unterart hört sich wie zi, zi, jäb, däh, zip. zip jab däh an.

## Unterarten
Bisher sind zwei Unterarten bekannt:
- Phaethornis rupurumii rupurumii Boucard, 1892[4] – die Nominatform kommt im Osten Kolumbiens, in Venezuela, dem westlichen Guyana und dem nordwestlichen Brasilien vor.
- Phaethornis rupurumii amazonicus Hellmayr, 1906[5] ist im nördlichen zentralen Brasilien verbreitet. Insbesondere der schmutzig ockerweiße Bauch unterscheidet diese Unterart von der Nominatform.

## Etymologie und Forschungsgeschichte
Adolphe Boucard beschrieb den Strichelkehl-Schattenkolibri unter dem Namen Phaetornis [sic] Rupurumii. Das Typusexemplar wurde von  Henry Whitely (1844–1892) am Fluss Rupununi in Britisch-Guayana gesammelt. 1827 führte William Swainson die Gattung Phaethornis für den Langschwanz-Schattenkolibri Phaethornis superciliosus (Linnaeus, 1766) ein.
Der Begriff Phaethornis leitet sich aus den griechischen Wörtern φαέθων phaéthōn für „leuchtend, strahlend“ und ὄρνις órnis für „Vogel“ ab. Der Artname bezeichnet den Fundort des Typusexemplars. Amazonicus bezieht sich auf den Unterlauf des Amazonas, da das Typusexemplar dort von Wilhelm Hoffmanns (1865–1909) in der Nähe von Santarém gesammelt wurde.